# Ottmarsfeld
Ottmarsfeld ist ein Gemeindeteil der Gemeinde Höttingen im Landkreis Weißenburg-Gunzenhausen (Mittelfranken, Bayern). Ottmarsfeld liegt in der Gemarkung Höttingen.

## Lage
Das Kirchdorf liegt in der Region Westmittelfranken nordöstlich von Ellingen östlich der Bundesstraße 2 auf der Hochfläche der Fränkischen Alb. Durch Ottmarsfeld fließt der Ottmarsfelder Graben, ein Nebenfluss der Schwäbischen Rezat.

## Geschichte
Der Ort wurde erstmals schriftlich im Pontifikale Gundekarianum als „Othmaresuelt“ erwähnt, als dort der Eichstätter Bischof Otto zwischen 1182 und 1188 eine Kirche weihte. Das Kirchdorf ist nach dem Kirchenpatron, dem heiligen Ot(h)mar († 759), oder nach einem ersten Siedler namens Ottmar benannt.
Gegen Ende des Heiligen Römischen Reichs umfasste das Dorf 13 Gehöfte mit circa 80 Einwohnern. Hochgerichtlich unterstand es dem Oberamt Gunzenhausen, niedergerichtlich dem Oberamt Ellingen des Deutschen Ordens, Ballei Franken. Außer dem Grundherren Deutscher Orden hatte noch die Pfarrei Fiegenstall mit einem Seldengut Besitz im Dorf; über diesen Hof führte das Pflegamt Sandsee die Vogtei und die Steuerhoheit.
Nach der Säkularisation in Bayern gehörte Ottmarsfeld seit 1808 zusammen mit Höttingen und Oberndorf zum Steuerdistrikt bzw. zur Ruralgemeinde Weiboldshausen im Landgericht Weißenburg und ab 1852 zum Landgericht Ellingen.
1950 bestand das Dorf aus 13 Höfen und 87 Einwohnern. Im Zuge der Gebietsreform in Bayern bildete sich am 1. Mai 1978 die Gemeinde Höttingen aus den ehemaligen selbständigen Gemeinden Fiegenstall (mit Ottmarsfeld), Höttingen und Teilen der aufgelösten Gemeinde Weiboldshausen.
Zwischen Ottmarsfeld und Fiegenstall steht seit 2009 auf 13 Hektar die erste Freiflächen-Solaranlage im Landkreis Weißenburg-Gunzenhausen.

## Baudenkmäler

### Katholische Ortskirche St. Otmar
Es handelt sich um einen Rechteckbau mit einem im Osten aufgesetzten Fachwerk-Dachreiter. An der Ostseite (Chorseite) haben sich romanische Rundbogenfenster erhalten. Die Decke weist Stuck aus dem Barock (um 1670–80) auf. Am Altar sieht man das Wappen des Deutschordensmeisters Johann Caspar von Ampringen (1664–84), unter dem die Barockisierung des Kirchleins erfolgte. Das Altarbild (Maria erscheint dem hl. Othmar) malte 1885 Alois Süßmeier aus Eichstätt im Nazarenerstil. Es wird flankiert von zwei Holzfiguren des hl. Michael und des hl. Georg. Weitere Holzfiguren sind eine hl. Katharina (entstanden Anfang 16. Jahrhundert) und eine Madonna auf einem Wolkensockel (entstanden Ende 17. Jahrhundert). Der Friedhof ist ummauert.
1670 stellte der Deutschordenspriester und Direktor des Mergentheimer Priesterseminars Johann Caspar Venator in einem Visitationsbericht fest: „[…]Ottmarsfelden, in welchem letzteren orth allein eine Capell, welche wohl gebaut.“
Die Kirche gehört zur Pfarrei Ellingen.

## Limes
Südlich von Ottmarsfeld führte der Raetische Limes vorbei, der in diesem Bereich keine Spuren hinterlassen hat. Der Ellinger Limesrundweg berührt die Ottmarsfelder Feldkapelle, die direkt an der Limesstrecke steht, die hier als dammartig erhöhter Feldweg durch die Äcker zieht. An der Kreuzung des Limes mit der heutigen Straße Ottmarsfeld-Oberndorf wird der römische Wachposten 14/31 vermutet.